# Andy Goram
Andy Goram, all'anagrafe Andrew Lewis Goram (Bury, 13 aprile 1964 – Airdrie, 2 luglio 2022), è stato un calciatore scozzese, di ruolo portiere.

## Carriera

### Club
Inizia la sua carriera all'Oldham Athletic A.F.C. dove gioca 195 partite in 6 stagioni. Nel 1987 si trasferisce in Scozia per giocare con l'Hibernian. Nel maggio 1988, contro il Morton, segna anche un gol dalla propria metà campo.
Nel 1991 viene acquistato dai Glasgow Rangers con i quali disputerà 184 incontri di campionato 
in 7 stagioni vincendo 6 titoli nazionali. Con i Rangers tocca l'apice della propria carriera.
Nel 1993 vince il titolo di Giocatore dell'anno della SFWA e Giocatore dell'anno della SPFA. Nel 2001 viene preso in prestito dal Manchester United, ma gioca solo una partita. Quell'anno i Reds vincono il campionato.

### Nazionale
Fa parte della nazionale scozzese dal 1985 al 1998, collezionando 43 presenze.
Nel 1986 viene convocato per il Mondiale in Messico, dove ricopre il ruolo di terzo portiere dietro a Jim Leighton e Alan Rough. Rimane in panchina anche durante gli Europei 1988 in Germania Ovest e il Mondiale di Italia 1990. Dopo quest'ultima competizione, Goram riesce a imporsi come portiere titolare: gli Europei di Svezia 1992 sono dunque i primi in cui trova stabilmente spazio. Nel 1994, invece, la selezione scozzese non riesce a qualificarsi al Mondiale di quell'anno. Nell'agosto 1995 Goram dichiara di non essere "mentalmente in sintonia" per giocare, e Leighton torna così ad essere il primo portiere. Nonostante lo stesso Leighton avesse giocato gran parte delle partite di qualificazione, agli Europei 1996 in Inghilterra il CT Craig Brown preferisce schierare Goram. Due anni più tardi, a tre settimane dall'inizio del Mondiale di Francia 1998, Goram decide di ritirarsi dalla nazionale dopo aver saputo che a giocare sarebbe stato Leighton.

## Morte
Muore all'età di 58 anni alcuni mesi dopo la diagnosi di cancro all'esofago nel St. Andrew's Hospice ad Airdrie, nel Lanarkshire Settentrionale.

## Palmarès
- Campionato scozzese: 6

Glasgow Rangers: 1991-1992, 1992-1993, 1993-1994, 1994-1995, 1995-1996, 1996-1997
- Campionato inglese: 1

Manchester United: 2000-2001
- Coppa di Scozia: 3

Glasgow Rangers: 1991-1992, 1992-1993, 1995-1996